# Ekonomická olympiáda
Ekonomická olympiáda je hlavním projektem Institutu ekonomického vzdělávání (INEV). Usiluje o zvyšování finanční gramotnosti a znalosti ekonomie ve společnosti. Mezi další projekty patří Mezinárodní Ekonomická olympiáda či INEV akademie.
Ekonomická olympiáda je mezinárodní, původem česká, soutěž, která je určena středoškolským studentům. Jejím cílem je nejen prověřit znalosti z ekonomie a financí, ale také zvyšovat zájem o tuto oblast. Ministerstvo školství, mládeže a tělovýchovy je jedním z partnerů, který přispívá k rozvoji schopností studentů. Ředitelkou Ekonomické olympiády je Martina Bacíková, která v roce 2016 Ekonomickou olympiádu založila. Členem správní rady je Mojmír Hampl. Vítězem třetího ročníku Ekonomické olympiády se stal student obchodní akademie Pavel Králík.
Ekonomická olympiáda se pořádá pod záštitou České národní banky, která každoročně vyhlašuje soutěž o Cenu ČNB. Cenu ČNB 2019 vyhrál David Frau, který nejlépe zpracoval video na téma Proč vznikají největší rizika pro finanční stabilitu v ekonomicky nejlepších časech? 
Organizace Ekonomické olympiády
- Školní kola: probíhají online za pomoci testovacího systému.[7] Testování ve školních kolech se téměř vždy účastní celá třída studentů. Ve IV. ročníku EO se školních kol účastnilo přibližně 18 tisíc studentů.[8]

- Krajská kola: se konají ve vybraných městech s pomocí krajských úřadů.[9] Jedná se o půldenní akce, kde probíhá testování studentů obohacené o doprovodný program pro jejich učitele formou prezentaci či panelových diskuzí. V rámci IV. ročníku Ekonomické olympiády postoupilo do krajských kol 1 100 studentů.

- Finále: je zakončením celé soutěže pro daný ročník. Finále se koná v reprezentativních prostorách České národní banky. Akce se každoročně zúčastní významné osobnosti ze světa businessu a ekonomie. Z krajských kol postupuje 50 nejlepších studentů[1], kteří v rámci finálového kola nejprve prochází písemných zkoušením, nejlepších 10 poté obhajuje svoje názory před odbornou porotou v rámci ústní zkoušky.

Mezinárodní Ekonomická olympiáda
Ekonomická olympiáda expandovala také na Slovensko, do Maďarska, Polska, Bosny a Hercegoviny a Číny. Z každé země se mezinárodního finále EO účastnilo právě pět nejlepších studentů. Mezinárodní finále slouží ke srovnání znalostí studentů napříč jednotlivými zeměmi. V září 2019 se konalo historicky první Mezinárodní finále Ekonomické olympiády, ve kterém zvítězil Slovák Jakub Kučerák. Další Mezinárodní finále se uskuteční v září 2020 v Budapešti.